# Hestesport
Hestesport er sportsgrene, idræt og rekreative aktiviteter der har med heste at gøre. Nogle af de mest udbredte hestesportsgrene i verden er ridebanespringning, dressur, hestevæddeløb og polo. Der findes dog også mange discipliner der har begrænset kulturgeografisk udbredelse f.eks. rodeo, tyrefægtning og ringridning.
Hestesportsgrene optrådt første gang ved de olympiske lege i forbindelse med sommer-OL 1900. De var imidlertid ikke repræsenteret ved de efterfølgende lege i 1904 og 1908, men blev genintroduceret ved sommer-OL 1912 i Stockholm på foranledning af den ivrige svenske rytter Clarence von Rosen.
Ridesporten kan opdeles i tre hovedkategorier: Ridning, kørsel og arbejde fra jorden.

## Hestesportsgrene
- Travløb
- Galopløb
- Dressur
- Ridebanespringning
- Hestefodbold
- Polo
- Jagtridning
- Military
- Reining
- Ringridning
- Rodeo
- Steeplechase
- Westernridning
- Voltigering
- Distanceridning
- Kørsel
- Pløjning med hest
- Orienteringsløb til hest
- Bueskydning fra hest[2]

Særlige racer har deres egne shows- og gangartskonkurrencer, som f.eks. islandske heste og tennessee walking horse.
En anden disciplin, der har specielt vundet indpas det seneste årti er mounted games.

## Military
Military er den danske betegnelse for en gammel militær gren indenfor ridesporten, som sætter hesten  på prøve i udholdenhed og mod, og rytteren i mod og kundskaben i at  mestre sin hest. En konkurrence gennemføres typisk på én, to eller tre  dage. Den indledende gren er dressur, som siden følges af ridebanespringning og afsluttes med øvelser i uholdenhed, som oftest i form af terrænridt. Der øves også tærrenspringning over tit naturlige spring f.eks en væltet træstamme eller andet.

## Dressur
I dressur kræves fuld koncentration fra både hest og rytter. Hesten skal adlyde de signaler, rytteren giver, og rytterens signaler til hesten skal være meget præcise og næsten helt usynlige. Rytteren skal have mørk jakke, hvide ridebukser, hvid skjorte med plastron, ridehjelm og sorte lange ridestøvler. Ridehjelm er obligatorisk for ponyryttere, juniorryttere og seniorryttere, som rider programmer i sværhedsgrad 0-3 samt på heste, der er 6 år eller yngre. Det er tilladt fra og med sværhedsgrad 4 at benytte hat (for seniorryttere). Hesten bærer dressursadel, hovedtøj med tilladt bid og hvidt sadelunderlag på. I sværhedsgrad 3 er det valgfrit om man vil ride med kandar eller på almindelig trense. Fra og med sværhedsgrad fire er kandar obligatorisk. Et kandar består af et almindeligt bridonbid og et stangbid, dvs at der rides med to tøjler. Denne form for optømning er meget voldsom for hesten og kræver, at rytteren er rutineret og har en stor forståelse for hestens følsomhed i munden, 
Når rytteren melder til et dressurstævne, vurderer denne ud fra det niveau, han/hun og hesten er på, hvilken klasse det skal rides. Dressurprogrammerne er at finde på Dansk Rideforbunds hjemmeside, så man har mulighed for at øve sit program i god tid. Dette står i modsætning til ridebanespringning, hvor banen ikke kendes på forhånd.
Dressurprogrammerne kan rides på to forskellige banestørrelser. En A-bane benyttes af heste og en B-bane benyttes af ponyer og heste der rider LD-programmerne.
- Bane A er 20 meter bred og 60 meter lang.
- Bane B er 20 meter bred og 40 meter lang.

På en dressurbane er der bogstaver, der viser rytteren, hvor denne skal lave de forskellige øvelser. På A-banen er bogstaverne A, B, C, E, F, H, K, M, P, R, S, og V  markeret på barrieren. Der er også "usynlige bogstaver" på selve banen, som ligger placeret på midterlinjen: G, I, X, L og D. På en B-bane er der bogstaverne A, B, C, E, F, H, K og M. På midterlinjen af denne bane ligger bogstaverne G, X og D. Markeringerne hjælper til at lokalisere, hvor de forskellige øvelser skal udføres. Til store stævner er der normalt fem dommere, hvoraf en er hoveddommer. Hoveddommeren sidder ved C i den ene ende af banen, mens de andre fire dommere sidder ved M, H, B, og E.  Hver dommer giver point på en skala fra 1-10 for hver øvelse og for hvor godt hesten adlyder.
Der er forskellige dressurklasser, man kan deltage i og de har forskellige sværhedsgrader.
De mest normale er:
- LD1-2 på B bane
- LC1-2-3 på A og B bane
- LB1-2-3 på A og B bane
- LA1-2-3-4-5-6 på A og B bane.
- PRI - PRT - PRT på A og B bane.
- MB0 -1-2-3 på A og B bane.
- MA1 på A og B bane og MA2 på A bane.
- Herefter følger bl.a. Intermediare og Grand Prix.

## Ridebanespringning
Ridebanespringning er en udbredt form for ridning, der udøves både inden- og udendørs på ridebane, på banen er der opstillet flere spring i forskellig højde og udseende. Der kan f.eks. stå et dobbelt spring eller en tre-kombination. Det handler om at finde det rigtige tempo, arbejde sammen og få den rigtige afstand. Hvis der bliver nedrevet en bom, vil rytteren få 4 strafpoint og hvis flere bomme ryger ned ved spring, kan rytteren blive diskvalificeret. Hvis rytter og hest bliver skilt ad, f.eks. ved en rytter falder eller bliver smidt af, bliver rytteren diskvalificeret. En rytter kan stille op med flere heste ved et stævne. Før konkurrencen starter får rytteren lov til at gå bane, så kan rytteren få en følelse af afstandene og distancen mellem springene. 
Der findes forskellige typer springkonkurrencer: Hvor tid og fejl bedømmes med det samme eller med omspringning. Men fælles for konkurrencerne er, at de skal rides på den måde, som banebyggeren har angivet. 
Der er forskellige springklasser, de mest normale er:
| LX     |           |
| Kat. 3 | max. 30   |
| Kat. 2 | max. 40   |
| Kat. 1 | max. 50   |
| Hest   | max. 70   |
| LE:    |           |
| Kat. 3 | 30 - 40   |
| Kat. 2 | 40 - 50   |
| Kat. 1 | 50 - 60   |
| Hest   | 70 - 80   |
| LD:    |           |
| Kat. 3 | 40 - 50   |
| Kat. 2 | 50 - 60   |
| Kat. 1 | 60 - 70   |
| Hest   | 80 - 90   |
| LC:    |           |
| Kat. 3 | 50 - 60   |
| Kat. 2 | 60 - 70   |
| Kat. 1 | 70 - 80   |
| Hest   | 90 - 100  |
| LB:    |           |
| Kat. 3 | 60 - 70   |
| Kat. 2 | 70 - 80   |
| Kat. 1 | 80 - 90   |
| Hest   | 100 - 110 |
| LA:    |           |
| Kat. 3 | 70 - 80   |
| Kat. 2 | 80 - 90   |
| Kat. 1 | 90 - 100  |
| Hest   | 110 - 120 |
| MB:    |           |
| Kat. 3 | 80 - 90   |
| Kat. 2 | 90 - 100  |
| Kat. 1 | 100 - 110 |
| Hest   | 120 - 130 |
| MA:    |           |
| Kat. 3 | 90 - 100  |
| Kat. 2 | 100 - 110 |
| Kat. 1 | 110 - 120 |
| Hest   | 130 - 140 |
| SB:    |           |
| Kat. 2 | 105 - 120 |
| Kat. 1 | 115 - 130 |
| Hest   | 135 - 150 |
| SA:    |           |
| Kat. 2 | 110 -125  |
| Kat. 1 | 120 - 135 |
| Hest   | 145 - 160 |